# Forçament radiatiu
En la ciència del clima, el forçament radiatiu és (aproximadament) definit com el canvi de la irradiància neta en la tropopausa. "La irradiància neta" és la diferència entre l'energia de la radiació entrant i l'energia de radiació sortint en un sistema de clima donat i es mesura en Vats per m². El canvi es computa sobre la base de valors "impertorbats"; en el cas del GIECC les mesures fan servir com a base l'any 1750. Un forçament positiu (més energia entrant) tendeix a escalfar el sistema, mentre que un forçament negatiu (més energia sortint) tendeix a refredar-lo. Les fonts possibles del forçament radiatiu són canvis en la insolació (radiació solar incident), o els efectes de les variacions en la quantitat de gasos radiativament actius presents. Com que el Grup Intergovernamental d'Experts sobre el Canvi Climàtic (GIECC) avalua regularment el forçament radiatiu, hi ha també una definició tècnica més específica - vegi secció "GIECC ús"

## Balanç de radiació
L'energia que afecta el clima de la Terra ve bàsicament del Sol. El planeta i la seva atmosfera reflecteixen una part de la llum visible i n'absorbeixen la resta, mentre que reemeten cap a l'espai l'energia en forma de radiació infraroja d'ona llarga. L'equilibri entre l'energia absorbida i emesa determina la temperatura mitjana. Degut a l'existència d'una atmosfera amb gasos amb efecte d'hivernacle que absorbeixen la radiació infraroja emesa pel planeta i que en canvi són transparents a la radiació visible, la superfície planetària és més calenta del que ho seria en el cas que aquest efecte no existís.
En el cas concret de la Terra aquest efecte provoca un augment de la temperatura mitjana de 33 °C , fins a arribar a 14 °C.
El balanç de radiació pot ser canviat per factors com poden ser la intensitat d'energia solar; modificacions de l'albedo provocats per variacions en els núvols, aerosols, vegetació, coberta de neu, etc.; i canvis en la composició dels gasos atmosfèrics. Qualsevol d'aquestes alteracions és un forçament  radiatiu, i dona lloc a un nou balanç. Al món real això passa contínuament mentre la llum solar arriba a la superfície, es formen els núvols i els aerosols, les concentracions de gasos atmosfèrics varien, i les estacions canvien la vegetació i la superfície terrestre.

## Ús pel GIECC

Canvis en els forçaments radiatius estimats pel GIECC entre 1750 i 2005.

El terme "forçament radiatiu" s'ha emprat en els informes del GIECC amb un significat tècnic específic per denotar una pertorbació externa imposada en el balanç d'energia radiativa del sistema climàtic de la Terra, que pot portar a canvis en els paràmetres del clima. La definició exacta emprada és la següent:
El forçament radiatiu del sistema superfície-troposfera a causa de la pertorbació o la introducció d'un agent (per exemple, un canvi en les concentracions de gasos hivernacle) és el canvi net de la irradiància vertical (solar més ona llarga; en Wm-2) en la tropopausa DESPRÉS DE permetre que les temperatures estratosfèriques es reajustin a l'equilibri radiatiu, però mantenint l'estat i les temperatures de superfície i troposfèriques fixes en els valors impertorbats.
En el context del canvi climàtic, el forçament radiatiu es restringeix a canvis en el balanç de radiació del sistema superfície-troposfera imposat per factors externs, i suposant que no es produeixen canvis en la dinàmica estratosfèrica, que no hi ha cap realimentació en funcionament des de la superfície i la troposfera (i.e., no hi ha efectes secundaris provocats a causa de canvis en la circulació troposfèrica o el seu estat termodinàmic), i sense canvis dinàmicament provocats per la quantitat i distribució d'aigua atmosfèrica (en forma de vapor, líquida i sòlida).
El forçament radiatiu pot ser emprat per estimar la subsegüent temperatura superficial d'equilibri resultant del forçament mitjançant l'equació:
{\displaystyle \delta T_{s}=~\lambda RF}
a on lambda és la sensibilitat climàtica en K/(W/m²). Un valor habitual és 0,8, el qual dona un escalfament de 3 K per a doblar la concentració de CO₂

## Exemples de càlcul del forçament radiatiu
El forçament radiatiu (mesurat en Watts per m²) es calcula de maneres diferents per a components diferents. Per el cas d'un canvi en la irradiància solar, el forçament radiatiu és el canvi en la constant solar dividida per 4 i multiplicada per 0,7 per tenir en compte la geometria de l'esfera i la quantitat de llum solar reflectida. Per a un gas amb efecte d'hivernacle, com el diòxid de carboni,els codis de transferència radiativa que examinen cada línia espectral per a condicions atmosfèriques es poden utilitzar per comptar el canvi ΔF com a funció del canvi en la concentració. Aquests càlculs es poden sovint simplificar en una formulació algebraica que és específica d'aquell gas.
Per exemple, l'expressió simplificada per a l'aproximació de primer ordre del diòxid de carboni és:
on C és la concentració de CO₂ en parts per milió en volum i C0 és la concentració de referència (Myhre, i cols. 1998). La relació entre el diòxid de carboni i el forçament radiatiu és logarítmica de manera que les concentracions augmentades tenen un efecte d'escalfament progressivament més petit.
En el tercer informe d'avaluació del GIECC es poden trobar fórmules per a altres gasos hivernacle com el metà, òxid nitrós o els CFCs.

## Mesures relacionades
El forçament radiatiu està pensat com una manera útil de comparar les diferents causes de pertorbacions en el sistema climàtic. Tanmateix es poden construir altres eines per al mateix propòsit: per exemple,Shine et al, An alternative to radiative forcing for estimating the relative importance of climate change mechanisms (una alternativa al forçament radiatiu per calcular la importància relativa dels mecanismes del canvi climàtic), GEOPHYSICAL RESEARCH LETTERS, 2003 ens diuen "....els experiments recents indiquen que per a canvis en l'absorbió per part dels aerosols i de l'ozó, la capacitar predictiva del forçament radiatiu és molt pitjor... proposem una alternativa, 'el forçament de troposfera i estratosfera ajustada'. Presentem càlculs d'un model climàtic globals (GCM) que mostren que és un predictor significativament més fiable del canvi de temperatura superficial en aquest GCM que el forçament radiatiu. És un candidat per complementar forçament radiatiu un mètric per comparar mecanismes diferents... " En aquesta citació, la paraula "predicible" pot estar confonent: es refereix a l'habilitat de l'eina per ajudar a explicar la resposta, no a l'habilitat del GCMs per preveure el canvi climàtic.